# Флаг Татарского района
Флаг Татарского муниципального района Новосибирской области Российской Федерации.
Флаг был утверждён 17 марта 2006 года Решением Совета депутатов Татарского района № 42 от 27 июня 2006 года и внесён в Государственный геральдический регистр Российской Федерации с присвоением регистрационного номера 2440.
Флаг разработан Сибирской геральдической коллегией. Автор идеи флага — О. В. Пронин.

## Описание
«Флаг Татарского района представляет собой прямоугольное полотнище, горизонтально разделенное на верхнюю, зеленую полосу, составляющую 5/12 ширины флага и нижнюю полосу, составляющую 7/12 ширины флага, вертикально разделенную на две половины белого и красного цветов. По линии рассечения полос изображен желтый Т-образный крест с поперечными перекладинами на концах. В центре зеленой полосы изображены три желтых колоса со сходящимися внизу стеблями. Отношение ширины флага к его длине 2:3».

## Символика флага
Символика флага основана на аналогичной символике герба Татарского района.
Зеленый цвет — символ надежды, изобилия, возрождения, жизненных сил, в гербе символизирует Барабинскую лесостепь, на просторах которой раскинулся район, развитое сельское хозяйство. Красный цвет — символ мужества, смелости, любви, памяти о жителях района, отдавших свою жизнь, защищая Отечество, кроме того, красный цвет символизирует развитую промышленность города Татарска. Белый цвет — символ веры, чистоты, искренности, благородства, преданности избранному делу, а также он олицетворяет суровые природные условия, сибирскую, долгую зиму. Желтый цвет — символ радушия, гостеприимства, справедливости.
Колосья символизируют развитое сельское хозяйство, являющееся основным источником богатства и благополучия жителей района. Количество зерен в колосьях (21) соответствует количеству муниципальных образований — сельский поселений, расположенных на территории района и аллегорически символизирует жителей района, объединенных единством целей, интересов, общей историей и судьбой. Т-образный крест символизирует пересекающую район с запада на восток Транссибирскую железнодорожную магистраль и отходящую от неё на юг железную дорогу «Татарская — Славгород», построенную в 1911—1917 годах., на пересечении которых возник административный центр района — город Татарск… …Кроме того, Т-образная форма креста указывает на название района.